# Đường đổi ngày quốc tế

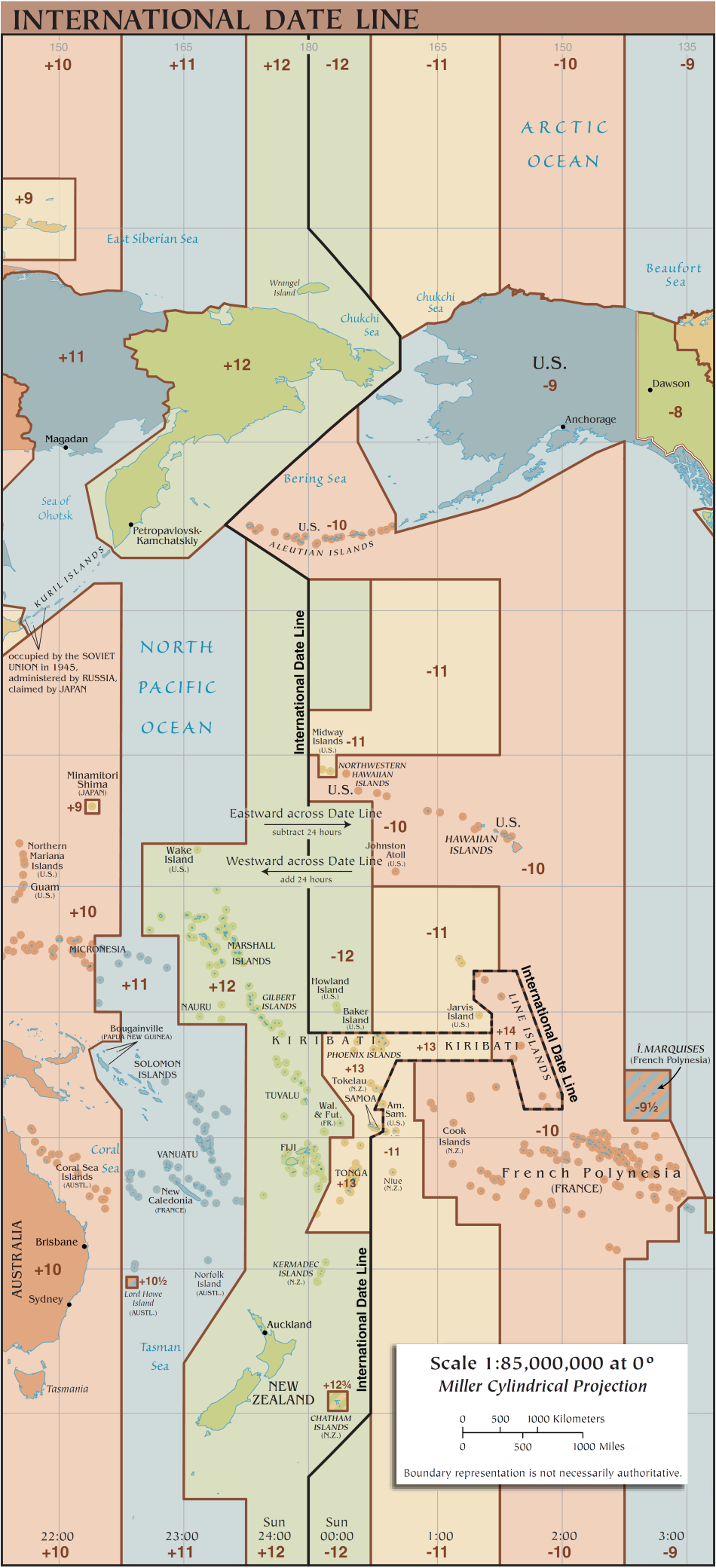
Đường đổi ngày quốc tế

Đường đổi ngày quốc tế, hay đường thay đổi ngày quốc tế, là một đường tưởng tượng dùng để làm ranh giới giữa múi giờ UTC+14 và UTC-12, đi gần với kinh tuyến 180 độ kinh Đông từ Bắc Cực, qua eo biển Bering, Thái Bình Dương, cho đến Nam Cực, được quy định bởi Hội nghị quốc tế về kinh tuyến họp tại Washington năm 1884. Thực tế, đường đổi ngày không phải là một đường thẳng dọc kinh tuyến 180 độ, mà là một đường gấp khúc, nhằm cố gắng bảo đảm trên cùng một quốc gia không có 2 ngày cùng được tính. Theo quy định, khi các phương tiện giao thông đi ngang qua đường này, ngày tháng sẽ phải thay đổi. Đi từ bán cầu Tây sang bán cầu Đông qua đường này, tức là đi từ bên phải sang bên trái đường đổi ngày (cũng có nghĩa là đi từ phía đông sang phía tây qua nó), thì phải tăng một ngày. Đi từ bán cầu Đông sang bán cầu Tây, tức là đi từ bên trái sang bên phải của đường này, thì phải giảm một ngày.

## Địa lý

### Vòng quanh địa cầu

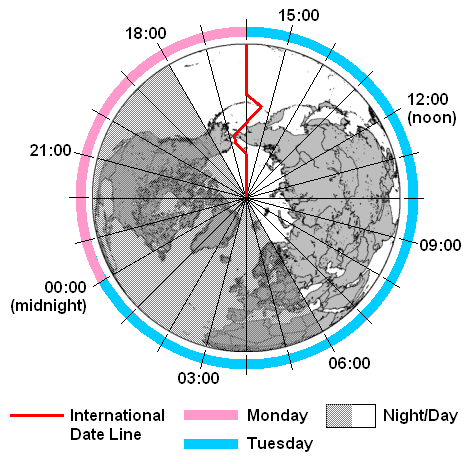
Ví dụ về trường hợp ngày thứ ba lúc 4:00 giờ GMT. (Số liệu giờ giấc chỉ là tương đối bởi ranh giới các múi giờ không hoàn toàn trùng khớp với kinh tuyến. Ngày và đêm thể hiện trong lược đồ chỉ mang tính chất minh họa; giờ ban ngày còn phụ thuộc vào vĩ độ và thời điểm trong năm.)

Những người đi về phía tây vòng quanh thế giới phải chỉnh đồng hồ:
- Lùi 1 giờ cho mỗi 15° kinh độ đi qua và
- Thêm 24 giờ sau khi đi qua đường đổi ngày quốc tế.

Khi đi về phía đông phải chỉnh đồng hồ:
- Thêm 1 giờ cho mỗi 15° kinh độ đi qua và
- Lùi 24 giờ sau khi đi qua đường đổi ngày quốc tế.

Không làm điều này sẽ làm cho thời gian của họ không chính xác với giờ địa phương.

Nhà địa lý Ả Rập Abulfeda (1273–1331) đã dự đoán rằng những người đi vòng quanh thế giới sẽ tích lũy một khoảng thời gian bù đắp một ngày so với ngày địa phương. Hiện tượng này được xác nhận vào năm 1522 sau khi kết thúc hành trình vòng quanh thế giới của Fernão de Magalhães (1519–1522), hành trình vòng quanh thế giới đầu tiên thành công. Sau khi vòng quanh thế giới về phía tây từ Tây Ban Nha, đoàn thám hiểm ghé thăm Cabo Verde để có các điều khoản vào thứ Tư, ngày 9 tháng 7 năm 1522 (giờ tàu). Tuy nhiên, người dân địa phương nói với họ rằng đó thực sự là thứ Năm, ngày 10 tháng 7 năm 1522. Thủy thủ đoàn đã rất ngạc nhiên, vì họ đã ghi lại từng ngày trong hành trình ba năm không bỏ sót. Hồng y Gasparo Contarini, đại sứ Venice tại Tây Ban Nha, là người châu Âu đầu tiên đưa ra lời giải thích chính xác về sự khác biệt này.

Minh họa đơn giản thể hiện mối tương quan giữa đường đổi ngày, ngày và giờ. Màu khác nhau thể hiện ngày khác nhau.

### Mô tả
Phần miêu tả trên dựa vào những hiểu biết của cộng đồng Wikipedia về § Đường đổi ngày quốc tế. Xem § De facto and de jure date lines ở phía dưới, và bản đồ trên đây.
Đường đổi ngày quốc tế về cơ bản dựa vào đường kinh tuyến 180°, cắt dọc Thái Bình Dương, và nửa đường vòng quanh thế giới tính từ kinh tuyến Greenwich. Tại nhiều địa điểm, đường đổi ngày quốc tế trùng hoàn toàn kinh tuyến 180°. Nhiều nơi khác, đường đổi ngày có chệch đi về hướng đông hoặc tây so với đường kinh tuyến. Sai khác này phần nhiều là để dung hòa các mối quan hệ kinh tế và/hoặc chính trị ở các vùng bị ảnh hưởng.
Đi từ bắc xuống nam, điểm lệch đầu tiên của đường đổi ngày so với kinh tuyến 180° là phía đông đảo Wrangel và bán đảo Chukotka, Viễn Đông Nga Siberia của nước Nga. (Đảo Wrangel có tọa độ 71°32′B 180°0′Đ, và cũng là 71°32′B 180°0′T.) Đường đổi ngày sau đó đi qua eo biển Bering, giữa quần đảo Diomede ở khoảng cách giữa các đảo ở tọa độ 168°58′37″ T. Sau đó, đường đổi ngày chuyển hướng đáng kể về phía tây kinh tuyến 180°, đi qua phía tây đảo St. Lawrence và đảo St. Matthew.
Đường đổi ngày đi qua giữa các quần đảo Aleut (có đảo Attu là cực tây) của Mỹ và quần đảo Komandorski thuộc Nga. Nó sau đó đổi hướng lần nữa về phía đông nam để quay về kinh tuyến 180°. Như vậy, toàn bộ lãnh thổ nước Nga nằm ở phía tây đường đối ngày quốc tế, còn toàn bộ lãnh thổ Hoa Kỳ nằm ở phía đông đường đổi ngày ngoại trừ các hải đảo Guam, quần đảo Bắc Mariana, và đảo Wake.
Đường đổi ngày quốc tế tiếp tục trùng với kinh tuyến 180° cho đến khi giao cắt với xích đạo. Các đảo san hô không người ở Howland và Baker của Mỹ, vừa qua hướng bắc đường xích đạo ở trung tâm Thái Bình Dương (có tọa độ giữa 172,5°T và 180°), có giờ muộn nhất trên Trái Đất (UTC−12).
Gặp Kiribati, đường đổi ngày đánh vòng tròn bằng cách bẻ ngoặt lớn về phía đông, hầu như chạm với kinh tuyến 150°T. Quần đảo cực đông Kiribati, quần đảo Line về phía nam Hawaii, có giờ sớm nhất trên Trái Đất, UTC+14. Đến phía nam Kiribati, đường đổi ngày quốc tế quay về hướng tây nhưng vẫn ở phía đông kinh tuyến 180°, xuyên qua giữa Samoa và Samoa thuộc Mỹ.
Phần nhiều khu vực này, đường đổi ngày đi theo kinh tuyến 165°T. Tuần tự, Samoa, Tokelau, Wallis và Futuna, Fiji, Tonga, Tuvalu, quần đảo Kermadec và quần đảo Chatham của New Zealand đều nằm phía tây đường đổi ngày nên có ngày giống nhau. Ngược lại, Samoa thuộc Mỹ, quần đảo Cook, Niue, và Polynésie thuộc Pháp tuy ở gần đó nhưng lại nằm ở phía đông đường đổi ngày nên bị trễ hơn một ngày.
Đường đổi ngày sau đó hướng về phía tây nam để quay về kinh tuyến 180°. Nó tiếp tục trùng kinh tuyến 180° cho đến khi gặp châu Nam Cực, nơi các múi giờ gộp lại. Theo quy ước, đường đổi ngày không được vẽ lên hầu hết các bản đồ châu Nam Cực. (Xem § Cartographic practice and convention bên dưới.)

### Đôi điều về đường đổi ngày quốc tế
Trong khoảng thời gian từ 10:00 đến 11:59 UTC mỗi ngày, tại các địa điểm khác nhau trên Trái Đất, người ta sẽ ghi nhận được 3 ngày tháng khác nhau. Thí dụ, lúc 10:15 UTC ngày thứ năm, tại Samoa thuộc Mỹ đồng hồ chỉ 23:15 ngày thứ tư (UTC−11), thứ năm ở hầu hết phần còn lại của thế giới, và 00:15 ngày thứ sáu tại Kiritimati (UTC+14).
Trong giờ đầu tiên của khoảng thời gian trên (10:00–10:59 UTC), 3 ngày tháng khác nhau được ghi nhận tại các địa điểm có cư dân. Ở giờ thứ hai (UTC 11:00–11:59) múi giờ hàng hải UTC−12 không có người ở nên khoảng thời gian này, chỉ có 2 ngày khác nhau được ghi nhận ở những vùng đất có cư dân.
Khoảnh khắc giao thừa đón năm mới diễn ra đầu tiên nơi các đảo nằm trên múi giờ UTC+14. Múi giờ UTC+14 bao gồm một phần của nước Cộng hòa Kiribati, gồm đảo Thiên Niên Kỷ thuộc quần đảo Line, và Samoa trong giai đoạn mùa hè. Thành phố lớn đón ngày mới đầu tiên là Auckland và Wellington, New Zealand (UTC+12; UTC+13 sử dụng giờ mùa hè).
Năm 1995, đường đổi ngày quốc tế được điều chỉnh khiến đảo Caroline (thuộc quần đảo Line thuộc Kiribati) trở thành một trong những nơi trên Trái Đất đón ngày 1 tháng 1 năm 2000 sớm nhất (UTC+14). Hệ quả là, rạn san hô vòng này được đổi tên thành đảo Thiên Niên Kỷ.
Các khu vực đón ngày mới sớm nhất thay đổi theo mùa. Khoảng thời gian hạ chí, khu vực đó có thể là bất cứ nơi đâu trên múi giờ Kamchatka (UTC+12) đủ xa về hướng bắc để quan sát mặt trời nửa đêm. Tại các điểm phân, nơi đầu tiên bước qua ngày mới là đảo Thiên Nhiên Kỷ không có cư dân thuộc Kiribati, là vũng lãnh thổ cực đông nằm ở phía tây đường đổi ngày.
Khoảng thời gian đông chí, địa điểm đầu tiên sẽ là Các trạm nghiên cứu Nam Cực sử dụng múi giờ New Zealand (UTC+13) suốt mùa hè, các nhà nghiên cứu tại đây cũng có thể quan sát hiện tượng mặt trời nửa đêm. Các trạm này bao gồm Trạm Nam Cực Amundsen-Scott, Trạm McMurdo, Căn cứ Scott và Trạm Mario Zucchelli.

## Đường đổi ngàyđơn phươngvà đường đổi ngàyđa phương
Có 2 cách tính múi giờ và từ đó xác định vị trí của Đường đổi ngày quốc tế, một là dựa trên đất liền và các vùng lãnh hải lân cận, cách còn lại là dựa trên các vùng biển khơi.
Mỗi nước đơn phương xác định múi giờ tiêu chuẩn của mình, múi giờ này chỉ có hiệu lực trên lãnh thổ và lãnh hải của họ. Đường đổi ngày khi đó mang tính đơn phương bởi nó chỉ dựa trên luật pháp riêng của từng quốc gia chứ không phải luật quốc tế. Múi giờ quốc gia vì thế không có hiệu lực trên hải phận quốc tế.
Đường đổi ngày hàng hải, khác với Đường đổi ngày quốc tế, là đường đổi ngày đa phương được thiết lập dựa trên hiệp định quốc tế. Đây là kết quả của Hội nghị Anh-Pháp về định giờ trên biển năm 1917, khuyến nghị tất cả tàu thủy, cả quân sự lẫn dân sự, áp dụng múi giờ tiêu chuẩn khi đi trên hải phận quốc tế. Mỹ đã thông qua hiệp định này đối với thương thuyền và các tàu thuộc lực lượng quân sự hồi năm 1920. Đường đổi ngày này đã trở thành quy ước chung, tuy rằng không được vẽ trực tiếp trên bản đồ. Đường này theo dọc kinh tuyến 180° ngoại trừ những đoạn cắt ngang phần lãnh hải tiếp giáp lãnh thổ, tạo thành khoảng đứt—tức đường đứt đoạn.
Tàu thuyền được khuyến nghị chuyển theo giờ tiêu chuẩn quốc gia nếu băng qua vùng hải phận 12 hải lý (14 mi; 22 km) của nước đó, sau đó, quay về múi giờ quốc tế khi ra khỏi vùng hải phận này. Thực tế, giao thông hàng hải thường chỉ sử dụng các múi giờ này để truyền tải tín hiệu radio và cho các mục đích tương tự. Cho các mục đích nội bộ, như lên lịch làm việc và ăn uống, việc chọn múi giờ là tùy ý.

### Thực hành và quy ước bản đồ
Đường đổi ngày quốc tế trên trang này cũng như trên tất cả các bản đồ còn lại được vẽ theo đường đổi ngày đơn phương và là sản phẩm nhân tạo của ngành bản đồ học, bởi tọa độ các phân đoạn của đường đổi ngày khá mơ hồ. Đường đổi ngày quốc tế không kéo dài lên Châu Nam Cực trên các bản đồ thể hiện múi giờ do Cơ quan Tình báo Trung ương (CIA) nước Mỹ và  và Văn phòng Niên giám Hàng hải (HMNAO) của Anh phát hành. Đường đổi ngày quốc tế trên bản đồ CIA hiện đại hiện phản ánh những thay đổi gần đây nhất trong đường đổi ngày quốc tế (xem § Historical alterations bên dưới). Bản đồ HMNAO hiện tại không vẽ đường đổi ngày quốc tế phù hợp với những thay đổi gần đây trong đường đổi ngày quốc tế; nó vẽ một đường gần như giống hệt với đường được Văn phòng Thủy văn của Vương quốc Anh chấp nhận vào khoảng năm 1900. Thay vào đó, HMNAO gắn nhãn các nhóm đảo với múi giờ của chúng, phản ánh các thay đổi đường đổi ngày quốc tế gần đây nhất. Cách tiếp cận này phù hợp với nguyên tắc của các múi giờ quốc gia và hải lý: các đảo phía đông Kiribati thực sự là "đảo" của ngày châu Á (phía tây của đường đổi ngày quốc tế) trong một vùng biển của Mỹ (phía đông của đường đổi ngày quốc tế).
Không có tổ chức quốc tế, hay điều ước giữa các nước, để giúp ngành bản đồ học phân định rõ ràng đường đổi ngày quốc tế: Hội nghị Kinh tuyến Quốc tế năm 1884 từ chối dứt khoát kiến nghị hoặc đồng ý công nhận múi giờ nào với tuyên bố việc này nằm ngoài phạm vi của hội nghị. Hội nghị đã giải quyết rằng Ngày Quốc tế, từ nửa đêm đến nửa đêm giờ chuẩn Greenwich (bây giờ được gọi là Giờ Phối hợp Quốc tế, hay UTC), mà nó đã đồng ý, "sẽ không can thiệp vào việc sử dụng thời gian địa phương hoặc tiêu chuẩn ở nơi mong muốn". Từ đó xuất hiện tiện ích và tầm quan trọng của thời gian UTC hoặc "Z (Zulu)": nó cho phép một tham chiếu phổ quát duy nhất cho thời gian có giá trị cho tất cả các điểm trên toàn cầu cùng một lúc.

## Những thay đổi trong lịch sử

### Philippines (1521 và 1844)

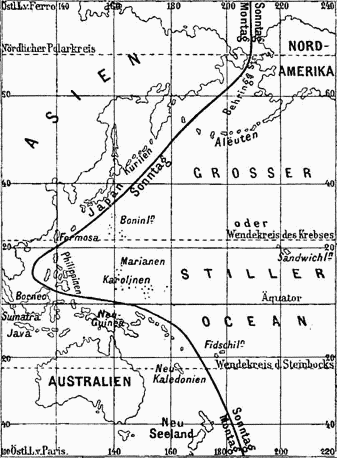
Đường đổi ngày quốc tế bị in sai trong Meyers Konversations-Lexikon xuất bản năm 1888. Quần đảo Philippines nằm ở phía đông của đường đổi ngày, mặc dù quần đảo đã di chuyển sang phía tây đường đổi ngày vào năm 1845.

Fernão de Magalhães tuyên bố chủ quyền Philippines cho Tây Ban Nha vào thứ Bảy, ngày 16 tháng 3 năm 1521, sau khi đi thuyền về phía tây từ Seville qua Đại Tây Dương và Thái Bình Dương. Là một phần của Tân Tây Ban Nha, Philippines có mối liên hệ quan trọng nhất với Acapulco ở México, vì vậy nó nằm ở phía đông của đường đổi ngày quốc tế mặc dù nằm ở rìa phía tây của Thái Bình Dương. Kết quả là Philippines đã đi sau các nước láng giềng châu Á một ngày từ thứ Bảy, ngày 16 tháng 3 năm 1521 đến thứ Hai, ngày 30 tháng 12 năm 1844.
Sau khi Mexico giành được độc lập từ Tây Ban Nha vào năm 1821, lợi ích thương mại của Philippines chuyển sang Đế quốc Trung Quốc, Đông Ấn Hà Lan và các vùng lân cận, vì vậy Philippines quyết định theo các nước láng giềng châu Á ở phía tây của đường đổi ngày. Thứ Ba, ngày 31 tháng 12 năm 1844 đã bị xóa khỏi lịch. Sau thứ Hai, ngày 30 tháng 12 năm 1844 là thứ Tư, ngày 1 tháng 1 năm 1845. Sự thay đổi này cũng được áp dụng cho các thuộc địa khác của Tây Ban Nha ở Thái Bình Dương: Quần đảo Mariana, Guam và Caroline. Các ẩn phẩm phương Tây nhìn chung không biết về sự thay đổi này cho đến đầu những năm 1890, vì vậy họ đã nhầm lẫn khi đặt đường đổi ngày Quốc tế là một phần lớn phía tây trong nửa thế kỷ tiếp theo.

### Alaska (1867)
Alaska nằm ở phía tây của Đường đổi ngày Quốc tế vì những người định cư Nga đến Alaska từ Siberia. Ngoài ra, Đế quốc Nga vẫn sử dụng lịch Julius, lịch chậm hơn 12 ngày so với lịch Gregorian. Năm 1867, Hoa Kỳ mua Mỹ thuộc Nga và chuyển lãnh thổ sang phía đông của Đường đổi ngày quốc tế. Lễ chuyển giao diễn ra lúc 15:30 tại thủ đô New Archangel (Sitka) vào thứ Bảy, ngày 7 tháng 10 năm 1867 (Julius), tức thứ Bảy, ngày 19 tháng 10 năm 1867 (lịch Gregory) ở Châu Âu. Kể từ khi Alaska di chuyển về phía đông của Đường Ngày Quốc tế, ngày này cũng lùi về Thứ Sáu, ngày 18 tháng 10 năm 1867, ngày nay được gọi là Ngày Alaska.

### Quần đảo Samoa và Tokelau (1892 và 2011)
Quần đảo Samoa, nay được chia thành Samoa và Samoa thuộc Mỹ, nằm ở phía tây của đường đổi ngày quốc tế cho đến năm 1892. Vào năm đó, vua Malietoa Laupepa đã được các thương nhân Mỹ thuyết phục áp dụng ngày của Mỹ (sau California 3 giờ) để thay thế ngày châu Á cũ (trước Nhật Bản 4 giờ). Sự thay đổi này được thực hiện bằng cách lặp lại Thứ Hai, ngày 4 tháng 7 năm 1892, ngày quốc khánh Hoa Kỳ.
Vào năm 2011, Samoa đã trở lại phía tây đường đổi ngày quốc tế bằng cách xóa bỏ thứ Sáu, ngày 30 tháng 12 năm 2011 khỏi lịch và thay đổi múi giờ từ UTC-11:00 sang UTC+13:00 (UTC-10:00 sang UTC+14:00 đối với mùa hè). Sự thay đổi này là do phần lớn giao thương của Samoa được thực hiện với Úc và New Zealand và cũng có cộng đồng lớn người nước ngoài. Việc chậm hơn 21 giờ khiến việc kinh doanh trở nên khó khăn vì có những ngày cuối tuần vào những ngày lùi lại có nghĩa là chỉ có bốn ngày trong tuần là ngày làm việc chung.
Đường đổi ngày quốc tế hiện nay chạy qua giữa Samoa và Samoa thuộc Mỹ, nơi vẫn nằm ở phía đông (Mỹ) của đường đổi ngày.
Tokelau là một vùng lãnh thổ của New Zealand ở phía bắc Samoa, nơi có liên kết giao thông và liên lạc chính với phần còn lại của thế giới đi qua Samoa và cũng đã đi qua đường đổi ngày cùng với Samoa vào năm 2011.

### Kwajalein (khoảng năm 1945 và 1993)
Đảo san hô Kwajalein, cũng như phần còn lại của Quần đảo Marshall, được chuyển từ tay người Tây Ban Nha sang người Đức và sang Nhật Bản kiểm soát trong thế kỷ 19 và 20. Trong thời kỳ đó, nó nằm ở phía tây của đường đổi ngày. Mặc dù Kwajalein chính thức trở thành một phần của Lãnh thổ Ủy thác Quần đảo Thái Bình Dương cùng với phần còn lại của Marshalls sau Chiến tranh thế giới thứ hai, Hoa Kỳ đã thiết lập một cơ sở quân sự ở đó. Do đó, Kwajalein đã sử dụng ngày Hawaii, vì vậy nó nằm ở phía đông của đường đổi ngày quốc tế (khác với phần còn lại của Marshall). Kwajalein trở lại phía tây của đường đổi ngày bằng cách loại bỏ Thứ Bảy, ngày 21 tháng 8 năm 1993 khỏi lịch. Hơn nữa, tuần làm việc của Kwajalein đã được thay đổi từ thứ Ba đến thứ Bảy để phù hợp với tuần làm việc của Hawaii từ thứ Hai đến thứ Sáu ở phía bên kia của đường đổi ngày.

### Đông Kiribati (1994)
Là thuộc địa của Anh, Cộng hòa Kiribati ngày nay nằm ở trung tâm của Quần đảo Gilbert, ngay phía tây của đường đổi ngày vào thời điểm đó. Sau khi giành được độc lập vào năm 1979, Kiribati đã mua lại  quần đảo Phoenix và Line, phía đông đường đổi ngày, từ Hoa Kỳ. Kết quả là, nước này đã bị chắn ngang bởi đường đổi ngày. Các văn phòng chính phủ và thương mại ở hai bên đường đổi ngày chỉ có thể tiến hành công việc kinh doanh thông thường qua radio hoặc điện thoại vào bốn ngày trong tuần vốn là ngày thường của cả hai bên. Để loại bỏ sự bất tiện này, Kiribati đã đổi ngày cho nửa phía đông bằng cách loại bỏ thứ Bảy, ngày 31 tháng 12 năm 1994 khỏi lịch. Sau khi thay đổi, đường đổi ngày có hiệu lực di chuyển về phía đông nước này. Quy ước đường đổi ngày hàng hải 1917 vẫn còn hiệu lực. Khi múi giờ đất liền là thứ Hai, những hòn đảo này sẽ tạo thành vùng bao quanh ngày thứ Hai trong đại dương có Chủ nhật. Bản đồ thường không được vẽ theo cách này.
Sau sự thay đổi năm 1994, lãnh thổ cực đông của Kiribati, Quần đảo Line, bao gồm cả đảo có người sinh sống là Kiritimati, bắt đầu vào năm 2000 trước bất kỳ quốc gia nào khác, một đặc điểm mà chính phủ Kiribati coi là một điểm thu hút khách du lịch tiềm năng.